# Спецификация PC99
PC99 — одна из спецификаций PC System Design Guide, которая представляет собой рекомендации и требования к IBM-совместимым компьютерам компаний Microsoft и Intel в некоторый период времени. Подобные спецификации созданы, чтобы помочь производителю изготовить аппаратное обеспечение для наиболее эффективного использования потенциальных возможностей операционной системы Windows.
На данный момент устарела и представляет исключительно исторический интерес. Однако принятая тогда система цветового кодирования применяется и сейчас.

Задачи, с которыми создавалась спецификация PC99:
- повышение качества «железа», программно-аппаратных средств и драйверов;
- снижение цены компьютера за счёт точечного выбора комплектующих под определённую цель использования;
- внедрение новых решений и технологий.

## Общие положения PC99
- В системах РС99 не должно быть ISA-карт расширения, а также вообще слотов шины ISA.
- Устройства ATAPI должны подключаться через шину IEEE 1394.
- Для звуковых устройств рекомендуется использовать PCI или USB.
- Для видеоадаптеров рекомендуются шины PCI и AGP.
- Модемы должны использовать USB, а другие устройства ввода-вывода — шины SCSI или IEEE 1394.
- Предпочтительное подключение мыши и клавиатуры через USB.

## Рекомендации к конфигурации типовой вычислительной системы

### Consumer PC (пользовательский компьютер)
Компьютер предназначен для личного пользования вне локальной сети. Возможно подключение к Интернету. Компьютер может использоваться как в обучающих и игровых целях, так и для работы малого домашнего офиса. Желательно: поддержка мультимедийных приложений, наличие Device Bay и встроенного модема или другого устройства для выхода в Интернет.
|                                | Требуется | Рекомендуется                                                          |
| ------------------------------ | --- | ---------------------------------------------------------------------- |
| Системные требования           | Процессор частотой 300 МГц, 128 Кбайт кеша L2, 32 Мбайта RAM, поддержка ACPI 1.0                                                                   | 64 Мбайта RAM                                                          |
| Шины                           | 2 порта USB (без слотов ISA) | IEEE 1394, Device Bay                                                  |
| Устройства ввода-вывода        | Клавиатура, мышь, параллельный и последовательный разъемы                                                                                          | Устройства, использующие USB, IrDA-совместимые инфракрасные устройства |
| Видеоподсистема                | Разрешение 640×480×8 бит на пиксель; 800×600×8 бит на пиксель; 1024×768×8 бит на пиксель; частота обновления экрана 75 Гц; аппаратное 3D-ускорение | AGP; аналоговый TV-тюнер; разъем для подключения к телевизору          |
| Звуковая подсистема            | | PC 99 Audio; Digital ready; поддержка синтеза звуков (music synthesis) |
| Устройства хранения информации | Поддержка bus mastering, UltraDMA; CD/DVD-ROM | Host controller для второго устройства (secondary storage) — IEEE 1394 |
| Коммуникационное оборудование  | Внутренний V.90 факс-модем со скоростью 56 Кб/с | Высокоскоростной модем                                                 |

### Office PC (офисный компьютер)
Главная особенность данного типа — минимальная цена. Компьютеры в основном предназначены для работы в составе локальной сети, поэтому оборудованы сетевыми адаптерами.
|                                | Требуется | Рекомендуется                                                                     |
| ------------------------------ | --- | --------------------------------------------------------------------------------- |
| Системные требования           | Процессор частотой 300 МГц, 128 Кбайт кэша L2, 64 Мбайта RAM; поддержка ACPI 1.0                                          |                                                                                   |
| Шины                           | 2 порта USB (без слотов ISA)                                                                                              | IEEE 1394, Device Bay                                                             |
| Устройства ввода-вывода        | Клавиатура, мышь, параллельный и последовательный разъемы                                                                 | Устройства, использующие USB; IrDA-совместимые инфракрасные устройства; SmartCard |
| Видеоподсистема                | Разрешение 640×480×8 бит на пиксель; 800×600×8 бит на пиксель; 1024×768×8 бит на пиксель; частота обновления экрана 75 Гц | Аппаратное 3D-ускорение; DVD- и MPEG2-проигрыватели                               |
| Звуковая подсистема            | | PC 99 Audio                                                                       |
| Устройства хранения информации | Поддержка bus mastering, UltraDMA; CD/DVD-ROM                                                                             | Host controller для второго устройства (secondary storage) — IEEE 1394            |
| Коммуникационное оборудование  | Сетевой адаптер | Модем для подключения к общественным сетям                                        |

### Mobile PC (мобильный компьютер)
Главная особенность — снижение массы, снижение габаритных размеров и максимальная продолжительность работы от батарей.
|                                | Требуется                                                                                       | Рекомендуется                                                           |
| ------------------------------ | ----------------------------------------------------------------------------------------------- | ----------------------------------------------------------------------- |
| Системные требования           | Процессор частотой 233 МГц, 128 Кбайт кэша L2, 32 Мбайта RAM; Smart Battery; поддержка ACPI 1.0 | 64 Мбайт RAM для Windows NT                                             |
| Шины                           | 1 порт USB, CardBus, отсутствие слотов ISA                                                      | IEEE 1394; Device Bay; Zoomed Video (CardBus)                           |
| Устройства ввода-вывода        | Клавиатура, мышь, параллельный и последовательный разъемы                                       | Устройства, использующие USB; IrDA-совместимые инфракрасные устройства  |
| Видеоподсистема                | 800×600×8 бит на пиксель; частота обновления экрана 60 Гц                                       | AGP (frame AGP); DVD-проигрыватель; разъем для подключения к телевизору |
| Звуковая подсистема            |                                                                                                 | PC 99 Audio                                                             |
| Устройства хранения информации | Поддержка bus mastering, UltraDMA                                                               | CD/DVD-ROM                                                              |
| Коммуникационное оборудование  | Внутренний модем                                                                                | Поддержка других методов подключения к сети                             |

### Workstation PC (рабочая станция)
Компьютеры предназначены для критичных к ресурсам задач, требующих интенсивных вычислений.
|                                | Требуется                                                                     | Рекомендуется                                                                     |
| ------------------------------ | ----------------------------------------------------------------------------- | --------------------------------------------------------------------------------- |
| Системные требования           | RISC или 400 MHz процессор, 512К кеша L2, 128 МВ RAM, ECC; поддержка ACPI 1.0 | Многопроцессорность; 1-2 GB RAM                                                   |
| Шины                           | 2 порта USB, поддержка APIC, отсутствие слотов ISA                            | IEEE 1394; Device Bay                                                             |
| Устройства ввода-вывода        | Клавиатура, мышь, параллельный и последовательный разъемы                     | Устройства, использующие USB; IrDA-совместимые инфракрасные устройства; SmartCard |
| Видеоподсистема                | 4 МВ видеопамяти и аппаратное 3D-ускорение                                    | 1280х1024х24 bpp; RGB-mode растеризация в режиме 32 bpp                           |
| Звуковая подсистема            |                                                                               | PC 99 Audio                                                                       |
| Устройства хранения информации | Поддержка bus mastering, UltraDMA; CD/DVD-ROM                                 | SCSI-контроллер; несколько жестких дисков                                         |
| Коммуникационное оборудование  | Сетевой адаптер                                                               | Высокоскоростное подключение                                                      |

### Entertainment PC (игровые или развлекательные компьютеры)
Основные задачи компьютера:
- высокая производительность видеоадаптера с поддержкой 3D-графики;
- Телевизионный или аналогичный выход для подключения внешних экранов;
- производительная звуковая подсистема (в том числе многоканальная);
- наличие оборудования, способного обработать внешний сигнал (TV-Tuner, FM-Tuner и пр.);
- возможность подключения других устройств (видеокамеры, видеомагнитофоны и т. д.);

|                                | Требуется                                                      | Рекомендуется |
| ------------------------------ | -------------------------------------------------------------- | --- |
| Системные требования           | 300 MHz процессор, 128К кэша L2, 64 МВ RAM; поддержка ACPI 1.0 | |
| Шины                           | 2 порта USB (без слотов ISA)                                   | 3 порта IEEE 1394; Device Bay |
| Устройства ввода-вывода        | Клавиатура, мышь, параллельный и последовательный разъемы      | Устройства, использующие USB; IrDA-совместимые инфракрасные устройства; USB HID-совместимые устройства ввода |
| Видеоподсистема                | Аппаратная 3D-акселерация; DVD-Video и MPEG2 проигрыватели     | Цветной монитор с большим размером экрана; телевизионный выход; поддержка digital broadcast или спутникового телевидения; устройства ввода аналогового видеоизображения и видеозахвата; TV-тюнер; поддержка DTV |
| Звуковая подсистема            | PC 99 Audio                                                    | Digital ready; Поддержка синтеза звука |
| Устройства хранения информации | Поддержка bus mastering, UltraDMA; DVD-ROM; DVD-проигрыватель  | Host controller для второго устройства (secondary storage) — IEEE 1394 |
| Коммуникационное оборудование  | Внутренний модем                                               | Высокоскоростное подключение |

## Цветовое кодирование разъёмов

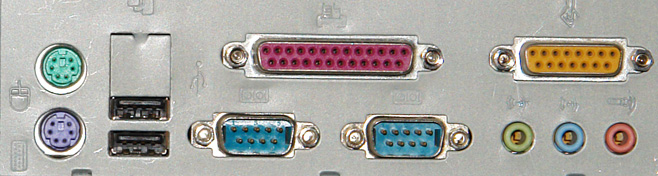
Тыльная сторона материнской платы. Слева направо по столбцам:
PS/2-порты мыши и клавиатуры, 2 USB-порта, LPT-порт, 2 COM-порта, игровой порт, 3 звуковых разъёма

Пожалуй, самым видным для пользователя — и самым долгоживущим — нововведением PC99 стало цветовое кодирование всех стандартных разъёмов ПК. Поскольку многие разъёмы выглядят схоже, особенно для новичка, это позволило вставлять штекеры в правильный порт ПК. Цветовой код постепенно внедрили все производители ПК и материнских плат, и большинство производителей периферийных устройств.
| Цвет               | Цвет                       | Назначение                                                                                       | Разъём на ПК              |
| Мыши и клавиатуры  | Мыши и клавиатуры          | Мыши и клавиатуры                                                                                | Мыши и клавиатуры         |
| ------------------ | -------------------------- | ------------------------------------------------------------------------------------------------ | ------------------------- |
|                    | Зелёный                    | Мышь или другое координатное устройство для PS/2                                                 | Mini-DIN 6 контактов      |
|                    | Лиловый                    | Клавиатура для PS/2                                                                              | Mini-DIN 6 контактов      |
|                    | Золотой                    | Игровой порт, совмещённый с MIDI (Game/MIDI Connector)                                           | DA-15                     |
| Порты ввода-вывода |                            |                                                                                                  |                           |
|                    | Чёрный                     | USB v1                                                                                           | USB-A                     |
|                    | Белый                      | USB v2 (скоростной); на 2016 отдельные производители используют чёрный                           | USB-A                     |
|                    | Голубой                    | USB v3 (сверхскоростной)                                                                         | USB-A 3.0                 |
|                    | Красный                    | USB с питанием (выдаёт >500 мА)                                                                  | USB-A                     |
|                    | Серый                      | IEEE 1394 (FireWire)                                                                             | 6-контактный FireWire 400 |
|                    | Малиновый                  | Параллельный порт                                                                                | DB-25                     |
|                    | Сине-зелёный               | Последовательный порт                                                                            | DE-9, сторона со штырями  |
| Видеовыход         |                            |                                                                                                  |                           |
|                    | Синий                      | Аналоговый монитор                                                                               | VGA, 15 контактов         |
|                    | Белый                      | Цифровой монитор                                                                                 | DVI                       |
|                    | Жёлтый                     | S-Video                                                                                          | Mini-DIN 4 контакта       |
|                    | Жёлтый                     | Композитное видео                                                                                | RCA                       |
|                    | Чёрный                     | Цифровое аудио-видео                                                                             | HDMI/DisplayPort          |
| Звук               |                            |                                                                                                  |                           |
|                    | Розовый                    | Аналоговый микрофон (mic in)                                                                     | Миниджек                  |
|                    | Бледно-голубой             | Линейный вход для внешней аудиоаппаратуры (line in)                                              | Миниджек                  |
|                    | Светло-зелёный (салатовый) | Линейный выход: внешняя аудиоаппаратура, передние колонки, наушники (line out/front speaker out) | Миниджек                  |
|                    | Чёрный                     | Для 4.0, 5.1 и 7.1: Линейный выход на задние колонки (rear speaker out)                          | Миниджек                  |
|                    | Серый                      | Только для 7.1: Линейный выход на боковые колонки (side speaker out)                             | Миниджек                  |
|                    | Оранжевый                  | Для 5.1 и 7.1: линейный выход на центральную колонку и сабвуфер (center/subwoofer)               | Миниджек                  |